# Ismahane Elouafi
Ismahane Elouafi (en arabe : أسمهان الوافي) est une chercheuse en sciences agricoles, native de Youssoufia au Maroc, elle est directrice du International Center for Biosaline Agriculture (en). Classée parmi les vingt femmes les plus influentes du monde islamique, elle milite activement pour la sauvegarde des cultures traditionnelles, ainsi que la promotion des femmes en sciences et elle lutte contre l'exclusion sociale et l’utilisation d’eau non-potable en agriculture,. 

## Biographie

### Formation
Ismahane Elouafi complète ses études de pilote de chasse à l’Aviation High school au Maroc avant d’entrer à l’institut agronomique et vétérinaire Hassan II, au Maroc. En 1993 Elle obtient sa licence en sciences agricoles et en 1995, son master en génétique végétale. En 2001, elle termine son doctorat de génétique à l’université de Cordoue, en Espagne.

### Carrière
De 2006 à 2007, Ismahane Elouafi est conseillère principale du sous-ministre adjointe à l’Agriculture et Agroalimentaire Canada (AAFC), où elle met en place un nouveau système d’évaluation interne par pairs.
En mai 2007, elle rejoint l’agence canadienne d’inspection des aliments (ACIA) en tant que manager national des recherches en botanique. En 2010, elle y devient directrice de la recherche et management. Elle développe notamment un nouveau modèle de partenariat entre l’ACIA et Génome Canada, ainsi qu'avec plusieurs instituts de recherche publiques et privés.
En 2012, Ismahane Elouafi est nommée directrice générale du International Center for Biosaline Agriculture (en). Elle initie le programme « Awla » pour la promotion des femmes scientifiques arabes en recherche et développement agricole. Ce programme est notamment soutenu par la fondation Bill & Melinda Gates, la banque islamique de développement et le groupe consultatif pour la recherche agricole internationale.
Ismahane Elouafi siège au comité de l’institut international de recherche sur les politiques alimentaires ainsi qu’au CAB international.
En septembre 2020, elle est nommée au nouveau poste de Scientifique en chef auprès de l’Organisation des Nations unies pour l’alimentation et l’agriculture (FAO).

### Vie privée
Ismahane Elouafi possède la double nationalité canadienne et marocaine.

## Prix et distinctions
- 2014 : médaille d’excellence nationale remis par le roi du Maroc Mohammed VI[8].

- 2014 : elle est classée parmi les 20 femmes les plus influentes en science dans le monde islamique par le journal Muslim Science[1].
- 2014 : Prix d’excellence en science du Global Thinker Forum[9]

- 2016 : Prix Arab Women of the Year remis pour ses travaux en sciences par le London Arabia Organisation[10].

De 2014 à 2016, le magazine CEO-Middle East classe Elouafi parmi les 100 femmes arabes les plus influentes en science.